# 대한민국 민법 제284조
대한민국 민법 제284조는 갱신과 존속기간에 대한 민법 물권법 조문이다.

## 조문
제284조(갱신과 존속기간) 당사자가 계약을 갱신하는 경우에는 지상권의 존속기간은 갱신한 날로부터 제280조의 최단존속기간보다 단축하지 못한다. 그러나 당사자는 이보다 장기의 기간을 정할 수 있다.